# Laura Osma
Laura Osma (Colombia, 20 aprile 1995) è un'attrice colombiana.

## Biografia
Osma è nota per le sue interpretazioni nelle serie televisive Crime Diaries: Night Oute, Fugitives, El Chapo, per essere una dei protagonisti di Blocco 181 (2022-2025) e del film Mañana a esta hora (2017)

## Filmografia

### Cinema
- Mañana a esta hora, regia di Lina Rodriguez (2016)
- La defensa del dragón, regia di Natalia Santa (2017)
- El Suspiro del Silencio, regia di Alfonso Quijada (2020)
- Pimpinero - Morte e contrabbando (Pimpinero: Sangre y Gasolina), regia di Andrés Baiz (2024)

### Televisione
- Pablo Escobar: El Patrón del Mal – serie TV, episodio 1x41 (2012)
- Tres Caínes – serie TV, episodio 1x17 (2013)
- Mentiras perfectas– serie TV (2013-2014)
- Fugitivos – serie TV (2014)
- Diomedes, el cacique de la junta – serie TV, 7 episodi (2015)
- Sin senos sí hay paraíso – serie TV, 10 episodi (2016)
- La Nocturna – serie TV (2017)
- El Chapo – serie TV, 17 episodi (2017-2018)
- Historia de un crimen: Colmenares – miniserie TV, 8 episodi (2019)
- La Primípara – serie TV, 6 episodi (2019)
- Interiores – serie TV, episodio 1x13 (2021)
- Blocco 181 – serie TV, 16 episodi (2022-2025)